# Église Saint-Venceslas de Prague
L'église Saint-Venceslas est un édifice catholique moderne à trois nefs situé sur la place Svatopluk Čech (Čechovo náměstí) à Prague, dans le quartier de Vršovice. Construite de 1929 à 1930 en béton armé par l'architecte Josef Gočár, cette église peut être considérée comme un exemple d'édifice religieux fonctionnaliste.

## Site
L'église est édifiée sur la colline de Vršovice dans le quartier éponyme, au sud du centre-ville de Prague.

## Histoire
À la fin du XIXe siècle, la paroisse de Vršovice compte 13 000 habitants dont une majorité de catholiques et la capacité de l’Église Saint Nicolas est insuffisante, y compris après son agrandissement de 1896. En 1902, à l’occasion de la promotion du village en commune, le curé František Vrsovicky Dusil fonde l’association pour la construction d'une nouvelle église catholique à Vršovice. Le 3 avril de la même année, la première assemblée générale approuve les statuts et Dusil suggère que la future église soit un exemple de l'architecture moderne tchèque. Le protecteur de la communauté devient alors l’archevêque de Prague, le cardinal Lev Skrbenský.
En plus des contributions des membres, l’association a gagné un montant considérable d'argent dans le cadre d’un investissement réussi à Záběhlice, une commune voisine, où Dusil acheta en 1904 avant de revendre au prix fort. La future église devait être construite à l’origine sur un terrain jouxtant l’ancienne usine de soie de Rangherky, mais ce terrain fut choisi pour la création d’un parc et l'association dût trouver une alternative. Le terrain de l’ancien cimetière paroissial, aujourd’hui place Svatopluk Čech et définitivement désaffecté en 1930, fut alors choisi.
Le premier projet est dû à l’architecte local Bohumil Hrabě. Un autre projet fut conçu par le Professeur de l’École d’Ingénieurs de Prague Václav Materka dans un style néo-Renaissance, incluant une copie de la coupole de Saint-Pierre de Rome mais qui fut abandonné compte tenu de son infaisabilité. La Première Guerre mondiale freine le projet et en 1925, l’archevêque František Kordač demande au nouveau curé Stanislav Pilík de prendre en charge la construction de l’église. Materka s’intéresse alors au béton et de nouveaux plans sont soumis au consistoire de l'archevêque. Mais le 5 novembre 1927 est annoncé un concours d’architecte qui voit 52 propositions sélectionnées le 15 décembre suivant. Les finalistes furent les architectes Josef Gočár, Rudolf Kabeš et Vladimír Bolech. Finalement, le projet de Josef Gočár est validé le 2 juillet 1928.
Le millénaire de la mort de Saint-Venceslas approchant, la mise en œuvre du projet s’accéléra. En accord avec le projet de Gočár, il fut décidé de désaffecter le cimetière et de sauvegarder les corps exhumés dans la crypte funéraire de la future église. La première pierre fut posée le 20 mai 1929 en présence de l’abbé de Strahov Metoděj Jan Zavoral et les premières fouilles effectuées par l’évêque Antonín Podlaha. L'église fut consacrée par l'archevêque de Prague František Kordač le 21 septembre 1930 après seulement 11 mois de construction par l'entreprise Strnada.

## Édifice
L’église est un exemple d’architecture religieuse moderne, l’une des plus importantes réalisations du fonctionnalisme tchèque de l’entre-deux-guerres. Son concepteur, Josef Gočár, est un architecte moderniste influent à cette époque et sa réputation est déjà bien établie en Tchécoslovaquie.

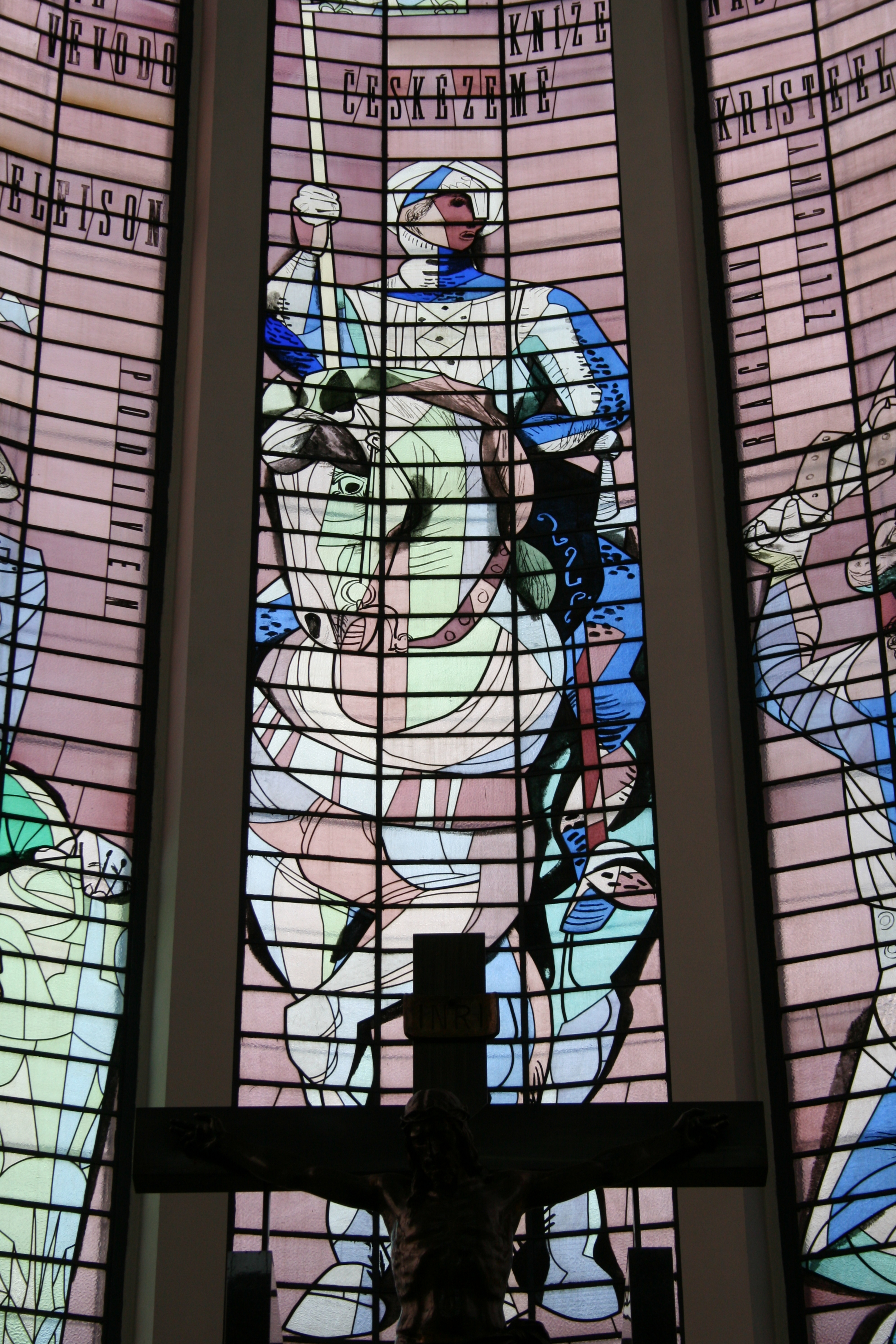
Détail du vitrail du chœur représentant Saint-Venceslas.

Le projet de Gočár prend subtilement en compte la pente du terrain. L’escalier d’entrée est intégré à l’église et mène à un espace d’accueil ouvert. L’entrée principale de la nef est en trois parties, le chœur semi-circulaire fermant celle-ci. Le plan longitudinal de l’édifice est légèrement plus étroit en direction de l’autel et l’intensité lumineuse augmente progressivement. Le chœur et les nefs latérales sont illuminés par de larges fenêtres. La structure en béton armé n’impose pas de séparer les nefs latérales de la nef centrale par des colonnes. 
L'esthétique de l'édifice s'appuie notamment sur des éléments de la culture nationale tchèque : des bas-reliefs de Čeněk Vosmík sur l’autel représentent les Saints patrons tchèques ; le vitrail du chœur est quant à lui l’œuvre de Josef Kaplický. Il représente Saint-Venceslas à cheval aux côtés de son serviteur Podiven et du prince Radslav Zlický. Le reste de la décoration est d'inspiration plus classique. Ainsi des trois autels, celui de la Vierge Marie, œuvre de Karel Pokorný ; du Cœur de Jésus, réalisé par Josef Kubíček ; et de Saint Joseph situé dans le transept droit. Le Chemin de Croix aux murs fut réalisé par Bedřich Stefan ; la Grande Croix de l’autel est l’œuvre de Čeněk Vosmik. Toujours dans le chœur se trouve l’entrée de la chapelle où sont situées la sacristie et une bibliothèque.
L’église a été repeinte au cours des années soixante et quatre-vingt-dix. En 1987 fut ajouté dans le chœur un autel en direction des fidèles. 
Au-dessus du bâtiment se dresse un clocher-tour de 56 mètres. À l’origine celui-ci était équipé de cinq cloches (Marie, Ludmila, Vojtěch, Václav et un glas) réalisées par la fonderie de Rudolf Perner mais elles furent déposées au cours de la Seconde Guerre Mondiale. Deux nouvelles cloches, Václav et Ludmila furent installées en 1995, œuvres de la famille Dytrichova de la petite ville de Brodek u Přerova. Le sommet du clocher-tour est surmonté d’une croix jaune illuminée la nuit. 
À l'extérieur du bâtiment est installée en 2010 une statue de Saint-Venceslas réalisée par le sculpteur Václav Rojt, d’après le travail originel de Bedřich Stefan : elle aurait en effet due être installée dès les années 1930.

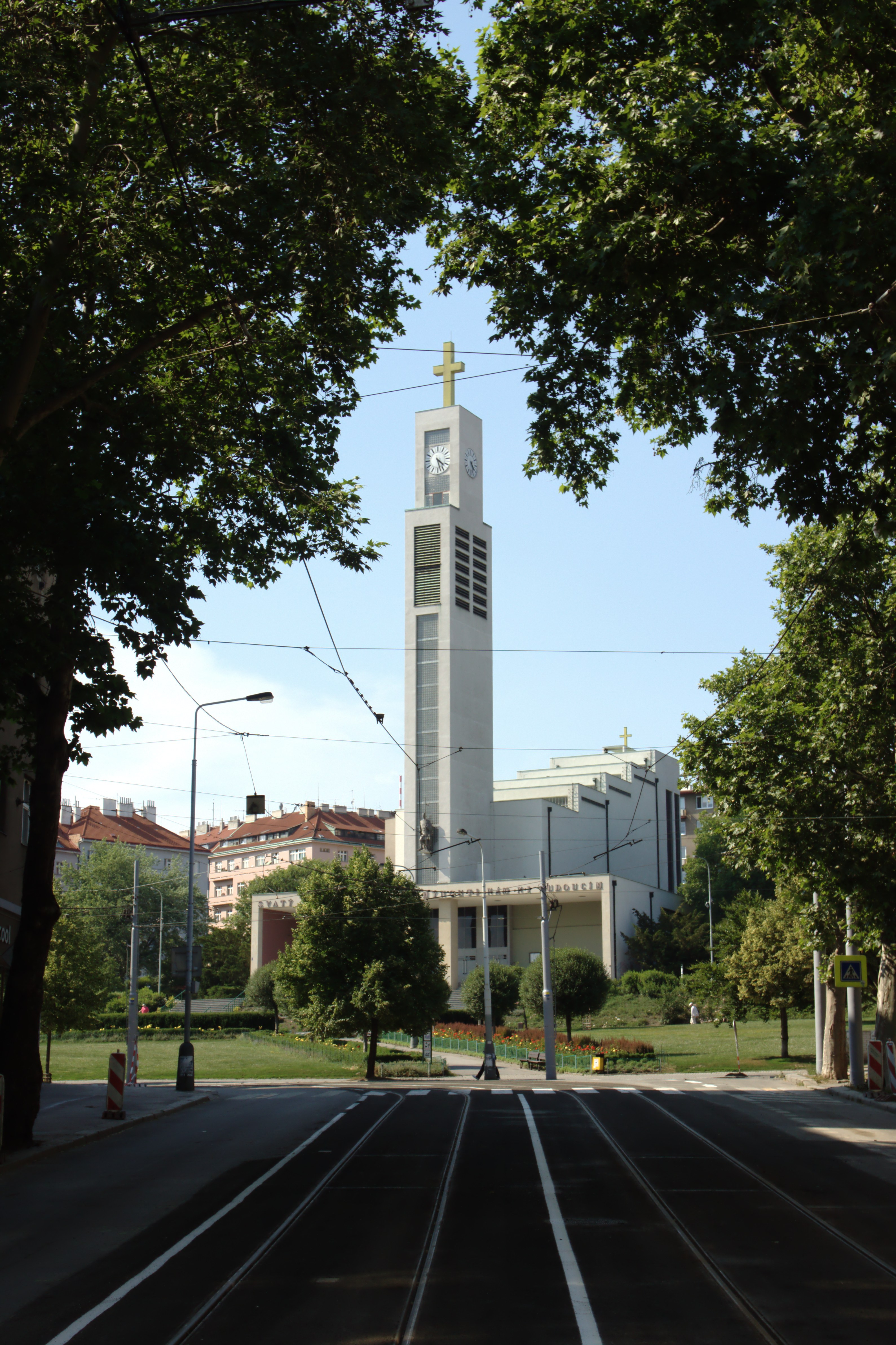
Depuis la rue de Moscou.
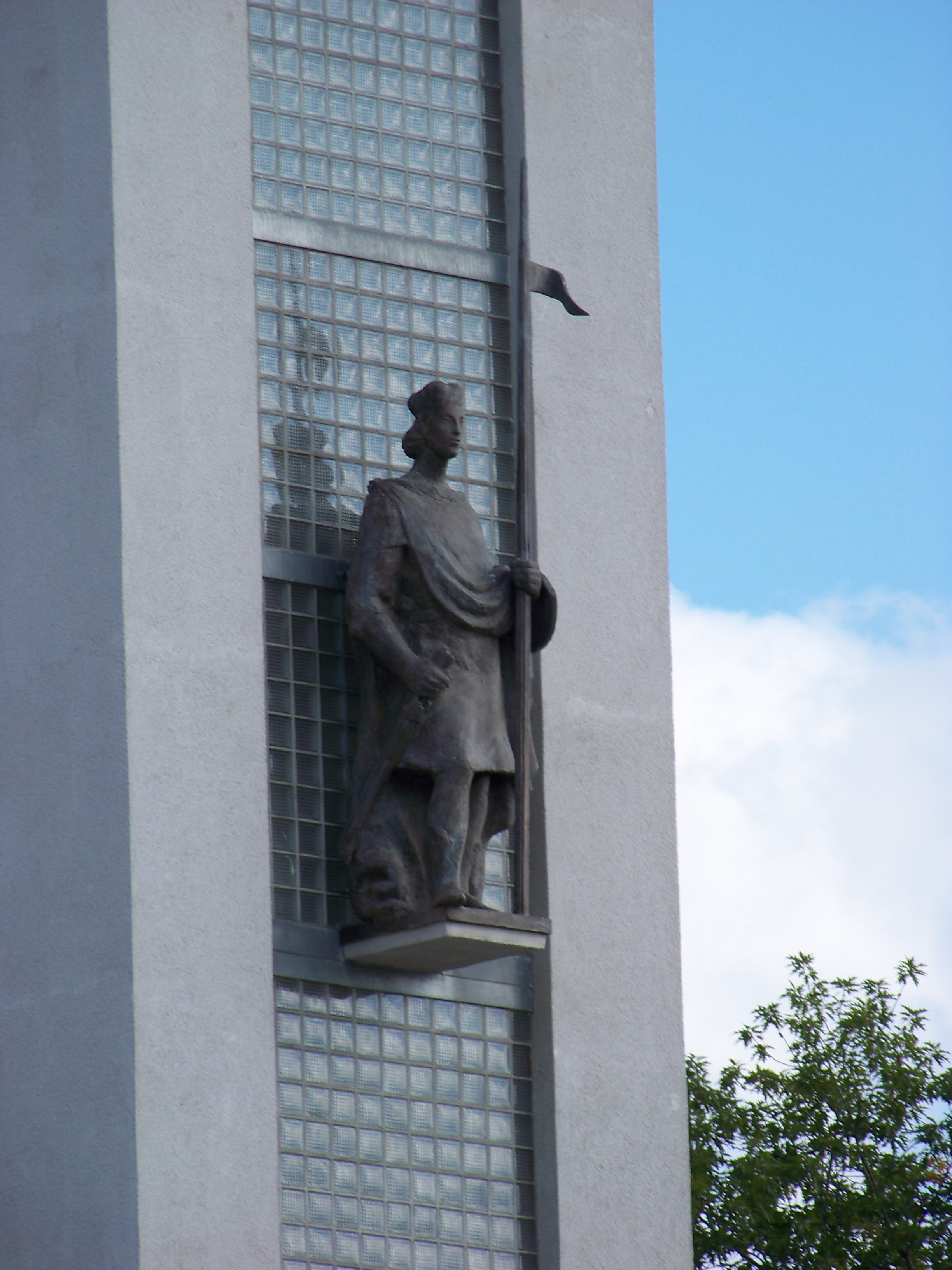
Statue de Saint-Venceslas.
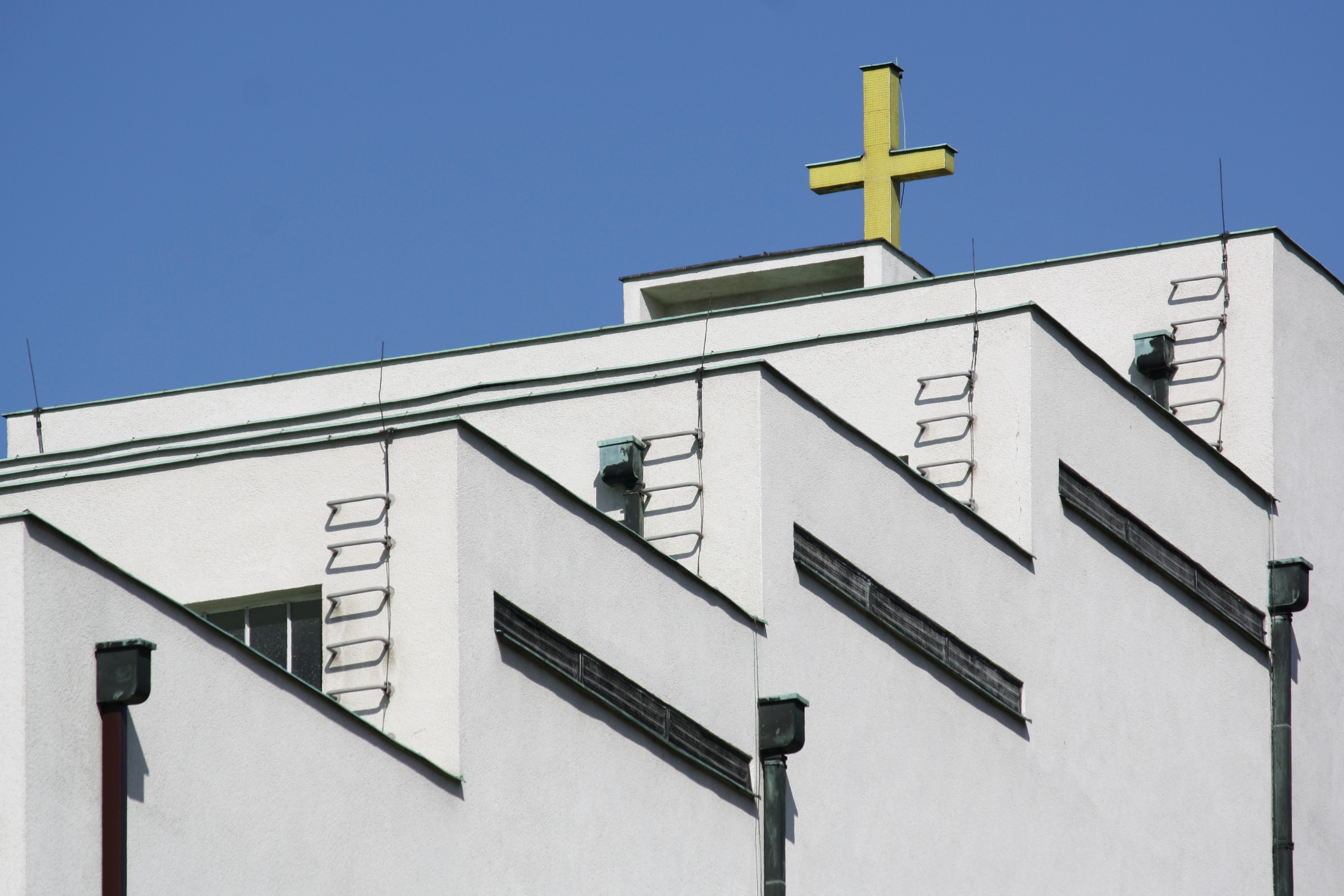
Le toit de l'église.
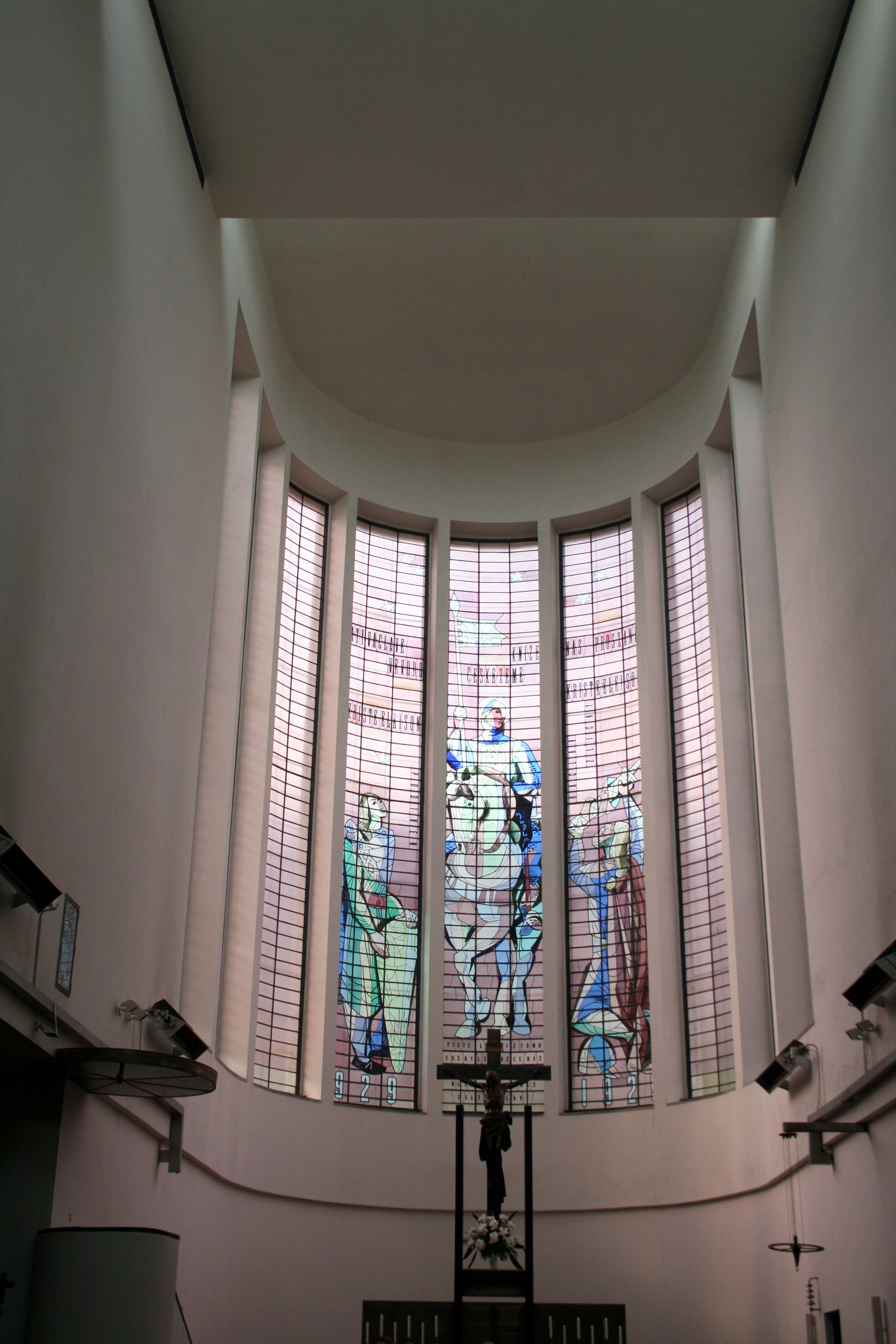
Le chœur.
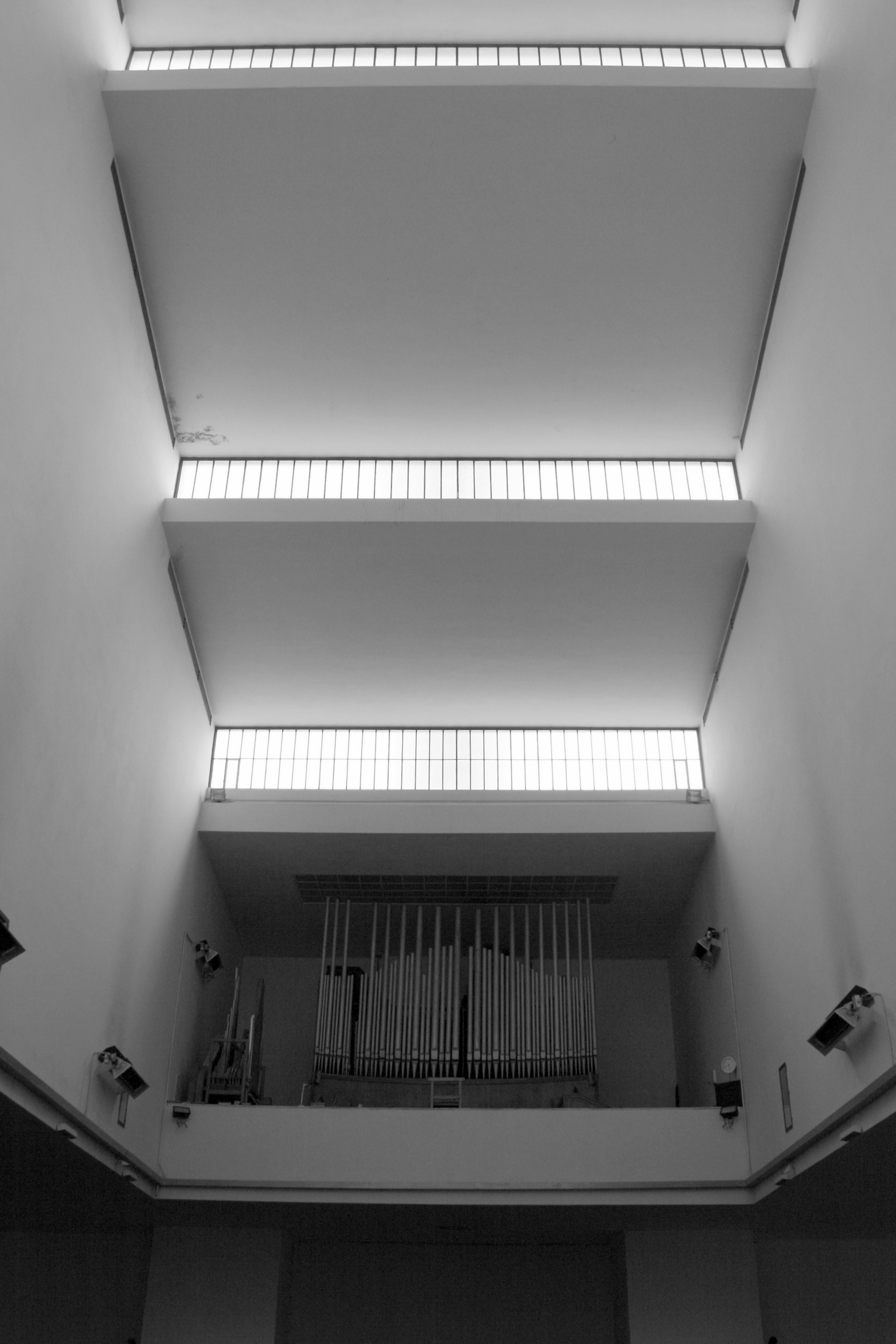
Les verrières du plafond.

## Concerts et événements
En plus de la traditionnelle messe se tiennent occasionnellement dans l’église des concerts. Depuis 2011 a lieu la cérémonie de clôture des Journées européennes du patrimoine coorganisées par la municipalité de Prague 10 et l'Association des Monuments historiques de Bohême, Moravie et Silésie. Au cours de cet événement a lieu un concert de la Garde du Château de Prague et de l’orchestre de la Police de République tchèque.